# Fat Princess
Fat Princess – komputerowa gra akcji wyprodukowana przez Darkstar Industries i wydana przez Sony Computer Entertainment. Premiera gry na rynek Europy, Ameryki Północnej i Brazylii odbyła się 30 lipca 2009 roku. W Japonii natomiast grę wydano 25 grudnia 2009 roku.
Fat Princess skupia się na trybie gry wieloosobowej, obsługującym do 32 graczy (z tego po zakupie dodatku 4 może grać na jednej konsoli) w dwóch drużynach: Czerwonej i Niebieskiej. Celem gry jest uratowanie księżniczki z rąk wroga i przeniesienie jej do zamku drużyny. Jednak każda z drużyn może dokarmiać księżniczkę przeciwnika, powodując, że coraz ciężej ją odnieść. W grze każdy z graczy wciela się w postać skrzata, który może przynależeć do jednej z sześciu różnorodnych klas poprzez założenie czapki. Po zakupieniu i ściągnięciu materiału dodatkowego odblokowują się trzy kolejne klasy. Każda z postaci ma za zadanie pomagać swojej drużynie w dominacji nad wrogiem.

## Rozgrywka
W grze Fat Princess dostępne są trzy typy rozgrywki: Wieloosobowy z innymi graczami, Samodzielny z botami oraz Arena. W trybie wieloosobowym oraz samodzielnym skrzaty dzielą się na dwie drużyny (czerwoną i niebieską) liczące do szesnastu graczy w drużynie. Dla każdego z tych dwóch trybów możliwe są trzy rodzaje gry: standardowy Uratuj Księżniczkę; gra bez księżniczki, w której wygrywa drużyna z największą liczbą zabójstw; oraz dominacja (zdobycie księżniczki trzy razy). Tryb Areny polega na przetrwaniu dziesięciu rund walki z botami i odbywa się na innych zasadach niż poprzednie dwa tryby.
W standardowych rozgrywkach drużynowych każdy gracz zaczyna jako Wieśniak (skrzat bez czapki) i ma możliwość zebrania klasy z własnego zamku lub z pola bitwy (od pokonanego przeciwnika). Drużyna skrzatów ma za zadanie odbicie księżniczki z rąk wroga, co wiąże się z wtargnięciem do zamku i porwaniem jej. Przeciwnik w tym czasie może dokarmiać księżniczkę, co powoduje, że jest ona trudniejsza w transporcie, lub przypuścić atak na zamek wroga, odbijając w tym czasie swoją księżniczkę. Gra kończy się, gdy jedna drużyna posiada obydwie księżniczki i utrzyma się na pozycji przez określony czas.

## Recenzje
Fat Princess stała się popularną grą online między innymi dzięki bardzo wysokim ocenom na takich serwisach jak IGN, gdzie uzyskała ocenę 9/10. Greg Miller, jeden z edytorów IGN, napisał o niej jako o grze jedynej w swoim rodzaju, bardzo śmiesznej i wciągającej, w której gra drużynowa i różnorodność klas powodują, że jest ona jedną z najlepszych internetowych gier wieloosobowych.
Inny internetowy serwis o grach, GameTrailers, ocenił Fat Princess pod względem grafiki (8/10), grywalności (8.5/10) oraz formy, w jakiej jest zaprezentowana (8.3/10). Serwis gorąco polecił grę jako wyróżniającą się wśród standardowych gier wieloosobowych.

## Nagrody i nominacje
Fat Princess była wielokrotnie nominowana i zdobyła wiele nagród.

### Nagrody i nominacje na grę roku 2009
- IGN: Nominacja – Najlepsza Gra Playstation Store 2009[4]

- IGN: Nominacja – Najlepsza Gra do Ściągnięcia na Konsolę 2009[5]

- Gamespot: Nominacja – Najbardziej Oryginalna Gra na Konsolę do Ściągnięcia 2009[6]

- Gamespot: Nominacja – Najlepsza Gra Wieloosobowa 2009[7]

- GameTrailers: Nominacja – Najlepsza Gra Strategiczna 2009[8]

- GameTrailers: Nominacja – Najlepsza Gra Wieloosobowa 2009[9]

- GameTrailers: Nominacja – Najlepsza Gra do Ściągnięcia 2009[10]

- Machinima: Nominacja – Najlepsza Gra do Ściągnięcia 2009[11]

### Nagrody E3 2009
- IGN: Zwycięzca – Najlepsza Gra do Ściągnięcia[12]

- Gamespot: Finalista – Najlepsza Gra do Ściągnięcia[13]

### Nagrody E3 2008
- IGN: Zwycięzca – Najlepsza Gra do Ściągnięcia[14]

- IGN: Zwycięzca – Najlepsze Wrażenia z Gry Wieloosobowej[15]

- IGN: Zwycięzca – Najlepsza Gra Akcji[16]

- IGN: Zwycięzca – Nagroda Specjalna i Wyróżnienie za Najbardziej Innowacyjną Grę[17]

- GameTrailers: Zwycięzca – Najlepsza Gra do Obserwacji[18]

- GameTrailers: Zwycięzca – Najlepsza Gra Strategiczna[19]